# IK Brage
Idrottsklubben Brage (IK Brage) – szwedzki klub piłkarski z siedzibą w mieście Borlänge. Obecnie gra w rozgrywkach Superettan.

## Sukcesy
- Allsvenskan:
  - Najwyższa lokata (4): 1939, 1940, 1980, 1981
- Svenska Cupen:
  - Najwyższa lokata (2): 1979, 1980

## Europejskie puchary
Legenda do wszystkich tabel:
- Q – runda eliminacyjna, 1/16, 1/8, 1/4, 1/2 – odpowiednia faza rozgrywek, Grupa – runda grupowa, 1r gr – pierwsza runda grupowa, 2r gr – druga runda grupowa, F – finał, R – runda, PO – play-off
- k. – rzuty karne, los. – losowanie, Dogr. – dogrywka, w. – zasada bramek strzelonych na wyjeździe

| Sezon   | Rozgrywki   | Runda | Przeciwnik     | Dom | Wyjazd | Ogólnie |
| ------- | ----------- | ----- | -------------- | --- | ------ | ------- |
| 1982/83 | Puchar UEFA | 1R    | Lyngby BK      | 2–2 | 2–1    | 4–3     |
| 1982/83 | Puchar UEFA | 2R    | Werder Brema   | 2–6 | 0–2    | 2–8     |
| 1988/89 | Puchar UEFA | 1R    | Inter Mediolan | 1–2 | 1–2    | 2–4     |

## Fani
Największa zorganizowana grupa fanów IK Brage nosi nazwę Serik Fans.